# Кызыл-Тайга (село)
Кызыл-Тайга (тув. Кызыл-Тайга, кызыл — красный и тайга — гора, покрытая лесом), Ак-Аксы — село в Сут-Хольского кожууне Республики Тыва. Административный центр и единственный населённый пункт Кызыл-Тайгинского сумона. Население 642 человек (2007), 516 (2014).

## История
Начальная школа с. Кызыл-Тайга построена в 1938 году.

## География
Село находится у р. Ак-Суг (она же Ак). Вблизи селе административная граница с Дзун-Хемчикским кожууном.
К селу административно относятся местечки (населённые пункты без статуса поселения): м. Ак-Ой, м. Ак-Ой (Хууректиг), м. Ак-Тал, м. Алама, м. Арысканныг, м. Бел-Орук, м. Донгеликтиг, м. Донгеликтиг (Хууректиг), м. Дыттыг-Ой, м. Кара-Хем, м. Кожээ, м. Конгадай, м. Куй-Одек, м. Куяктыг, м. Ооруг, м. Узук, м. Устуу-Ишкин, м. Хууректиг.
Уличная сеть
Бай-Булун пер., ул. Кыстаа, ул. Найырал, ул. Степная, ул. Ыймажап.
Географическое положение
Расстояние до:
районного центра Суг-Аксы: 11 км.
столицы республики Кызыл: 213 км.
Ближайшие населенные пункты
Баян-Тала (Дзун-Хемчикский район) 4 км, Кара-Чыраа 8 км, Суг-Аксы 11 км, Теве-Хая 13 км, Бора-Тайга 18 км, Ийме 18 км, Ак-Даш 23 км, Чадан 25 км
климат
Сумон Кызыл-Тайга, как и весь Сут-Хольский кожуун, приравнен к районам Крайнего Севера.

## Население
| 2002 | 2010 | 2011 | 2012 | 2013 | 2014 | 2015 |
| ---- | ---- | ---- | ---- | ---- | ---- | ---- |
| 485  | ↗538 | ↘537 | ↘516 | ↘502 | ↘486 | ↘483 |
| 2016 | 2017 | 2018 | 2019 | 2020 | 2021 |      |
| ↘477 | ↗495 | ↗497 | ↘495 | →495 | ↗518 |      |

## Известные уроженцы, жители
В Кызыл-Тайгинской школе в 1949-1953 годах учился  Монгуш Сендажиевич Байыр-оол, будущий кандидат философских наук, почётный гражданин г. Кызыла, заслуженный работник Республики Тыва.

## Инфраструктура
образование
МБОУ Кызыл-Тайгинская СОШ (ул. Кыстаа, 26)
детсад «Шончалай» (ул. Ыймажап, 19)
сельское хозяйство
Выращивание зерновых и зернобобовых культур: СХК КУРГАГ-САЙ, СХК «КАРА-ХОЛЧУК»
Выращивание картофеля, столовых корнеплодных и клубнеплодных культур: СХК АК-ТАЛ
Разведение овец и коз: СХК «ЧАЛБАК-ОЙ», СХК «САГЛАЙ»
культура
Сельский Дом Культуры
Концертный зал «Шомаадыр Куулар»
административная деятельность
Администрация села Кызыл-Тайга
Администрация Кызыл-Тайгинского сумона

## Транспорт
Автодорога местного значения, поселковые дороги.